# Callithomia phagesina
Callithomia phagesina är en fjärilsart som beskrevs av Felix Bryk 1953. Callithomia phagesina ingår i släktet Callithomia och familjen praktfjärilar. Inga underarter finns listade i Catalogue of Life.